# Louis Gruenberg
Louis Gruenberg (* 3. August 1884 in Brest-Litowsk, damals Russland; † 9. Juni 1964 in Los Angeles) war ein US-amerikanischer Pianist und Komponist.

## Leben und Werk
Gruenberg, 1884 in Brest-Litowsk geboren, lebte seit dem zweiten Lebensjahr in den Vereinigten Staaten. Hier begann er auch seine musikalische Laufbahn und studierte Klavier bei Adele Margulies in New York. Er ging dann jedoch nach Europa und vertiefte hier seine Ausbildung: Neben dem Kompositionsstudium in Berlin und Wien wurde er Schüler Ferruccio Busonis und begann 1912 eine erfolgreiche Pianistenkarriere. Mit anderen Schülern Busonis besuchte er auch Heinrich Vogeler in Worpswede, der 1913 und 1920 Porträts des Pianisten fertigstellte. Im Jahre 1919 kehrte Gruenberg in die USA zurück und verlegte den Schwerpunkt seines Wirkens auf die Komposition. Daneben war er in verschiedenen Komponistenvereinigungen aktiv.
Gruenberg war ein ausgesprochen produktiver und vielseitiger Komponist. Er schuf zwölf Opern, Ballettmusik, vier Sinfonien, zwei Klavierkonzerte, ein Violin- und ein Cellokonzert, weitere Orchesterwerke, Kammermusik für unterschiedliche Besetzungen, Lieder und Klaviermusik. Er war in seinen Werken nicht auf einen bestimmten Stil festgelegt und versuchte in vielen Kompositionen, Elemente des Jazz in die zeitgenössische klassische Musik einzubauen, dank seines Einfallsreichtums und seiner handwerklichen kompositorischen Geschicklichkeit hatte er mit dieser Stil-Verbindung einigen Erfolg. Seine Filmmusik brachte ihm drei Oscar-Nominierungen ein.
Für den Regisseur Robert Rossen schrieb er 1949 den Soundtrack zum Film Der Mann, der herrschen wollte (All the King's Men) mit Broderick Crawford in der Hauptrolle, der für seine Darstellung einen Oscar gewann.
1947 wurde er in die American Academy of Arts and Letters gewählt.

## Preisverleihungen
- 1940: Oscar-Nominierung für Louis Gruenberg in der Kategorie „Best Score“ bei der Verleihung 1941 für The Fight for Life[3]
- 1941: Oscar-Nominierung für Louis Gruenberg in der Kategorie „Best Score“ bei der Verleihung 1942 für So Ends Our Night[4]
- 1943: Oscar-Nominierung für Louis Gruenberg in der Kategorie „Best Score“ bei der Verleihung 1944 für Commandos Strike at Dawn[5]

## Filmografie (Auswahl)
- 1940: The Fight for Life
- 1941: So Ends Our Night
- 1942: Commandos Strike at Dawn
- 1944: An American Romance
- 1945: Counter-Attack
- 1947: The Gangster
- 1948: Triumphbogen (Arch of Triumph)
- 1948: Smart Woman
- 1949: Der Mann, der herrschen wollte (All the King's Men)
- 1950: Quicksand

## Konzertwerke

### Oper
- 1913: The Bride of the Gods, Libretto von Busoni, übersetzt von C. H. Meltzer
- 1923: The Dumb Wife, Libretto nach The Man Who Married a Dumb Wife von Anatole France nach Rabelais
- 1931: Jack and the Beanstalk, Libretto von John Erskine
- 1931: Emperor Jones, Libretto nach einem Stück von Eugene O’Neill
- 1936: Queen Helen
- 1937: Green Mansions (Radio opera), Libretto nach einem Roman von William Henry Hudson
- 1938: Helena's Husband, Libretto von P. Moeller
- 1945: Volpone, Libretto nach Motiven von Ben Jonson
- 1954: One Night of Cleopatra, Libretto nach Motiven von T. Gautier
- 1955: The Delicate King, Libretto nach Motiven von Alexandre Dumas
- 1955: Antony and Cleopatra, Libretto nach Motiven von Shakespeare

### Orchester
- 1919: The Hill of Dreams
- 1925: The Daniel Jazz
- 1944: Concerto for Violin and Orchestra, Op. 47